# Eatonville (Washington)
Eatonville è un comune degli Stati Uniti d'America, situato nello Stato di Washington, nella Contea di Pierce.